# Sân bay quốc tế Hobart
Sân bay quốc tế Hobart (mã sân bay IATA: HBA, mã sân bay ICAO: YMHB) là một sân bay ở Cambridge, 17 km (11 dặm) về phía đông bắc của Hobart, Tasmania, Úc. Đây là sân bay dân dụng lớn ở Tasmania.
Sân bay thuộc sở hữu chính quyền liên bang này được điều hành bởi Tasmanian Gateway Consortium theo một hợp đồng thuê 99 năm.
Sân bay này có một nhà ga quốc tế và nội địa dính liền. Các hãng hàng không lớn phục vụ sân bay là Qantas, Jetstar Airways, Virgin Australia và Tiger Airways Australia điều hành các chuyến bay nội địa chủ yếu là đến sân bay Melbourne và sân bay Sydney. Mặc dù sân bay đã không có tuyến bay vận chuyển hành khách quốc tế thường lệ kể từ năm 1998 (đến Christchurch, New Zealand), sân bay vẫn duy trì bộ phận hải quan và nhập cảnh.
Do vị trí phía Nam của sân bay, Skytraders vận hành các chuyến bay thường xuyên đến Nam Cực thay mặt cho Australia Antartic Division sử dụng một máy bay Airbus A319. 
Sân bay quốc tế Hobart được khai trương vào năm 1956 và được tư nhân hóa trong năm 1988. Chiếm diện tích khoảng 565 ha đất, sân bay nằm trên một bán đảo hẹp. Các khu vực ngay xung quanh sân bay phần lớn vẫn không có người ở, cho phép sân bay có thể hoạt động mà không có lệnh giới nghiêm.